# Liste des voies piétonnes de Paris
Cet article donne une liste des voies piétonnes de Paris, en France.

## Liste

### A
- Allée Andrée-Jacob (2e)
- Parvis Alan-Turing (13e)
- Rue Alain-Jacquet (13e)
- Rue Ada-Lovelace (13e)
- Allée Amandine-Giraud  (5e)
- Promenade Aristides-de-Sousa-Mendes (8e-17e)
- Esplanade d'Arménie (8e
- Allée Arnaud-Beltrame (3e)
- Passerelle des Arts (1re-6e)
- Promenade d'Australie  (7e)

### B
- Allée Barbara (Paris) (17e)
- Allée du Beau-Passage (7e)
- Promenade des-Berges-de-la-Seine-André-Gorz (7e)
- Promenade Bernard-Lafay (17e)
- Rue Bernard-Tétu (19e)

### C
- Place Carmen (20e)
- Promenade Cécile-Chaminade (8e-17e)
- Allée Charlotte-Perriand (7e)
- Allée Christian-Pineau (7e)
- Promenade Claire-Lacombe (11e)
- Allée Clarissa-Jean-Philippe (14e)
- Allée Claude-Cahun-Marcel-Moore (6e)
- Promenade Claude-Estier (18e)
- Promenade Claude-Lévi-Strauss (13e)
- Allée Claude-Mademba-Sy (14e)
- Allée Claude-Montal (7e)
- Place Claude-Nougaro (18e)
- Promenade Cleews-Vellay (10e)
- Rue Cler (7e)
- Promenade Coccinelle (9e-18e)
- Allée de la Comtesse-de-Ségur (8e)
- Allée du Commandant-Massoud (8e)
- Rue du Fret (18e)
- Rue de la Concertation (18e)
- Rue Crémieux (12e)

### D
- Esplanade David Ben Gourion (7e)
- Passerelle Debilly (7e)
- Promenade Dora-Bruder (18e)
- Rue Daguerre (14e)
- Allée Jacques-Derrida (6e)
- Place Diana (16e)
- Rue Delphine-Seyrig  (19e)
- Promenade Dora-Bruder (18e)
- Place Jacques-Duhamel (5e)
- Place Françoise-Dorin (17e)

### E
- Promenade Édouard-Glissant (7e)
- Rue Ella-Fitzgerald  (19e)
- Place des Emeutes-de-Stonewall (4e)
- Promenade Éric-Tabarly (19e)
- Place Eugène-Claudius-Petit (14e)
- Rue Eva-Kotchever (18e)
- Allée Éveline-Garnier (2e)

### F
- Rue Ferdinand-Flocon (18e)
- Promenade Florence-Arthaud (19e)
- Allée France-Gall (8e)
- Place Françoise-Dorin (17e)
- Place Franz-Liszt (10e)
- Rue du Fret (18e)

### G
- Promenade Georges-Ulmer (9e)
- Promenade Georgette-Elgey (13e)
- Rue Germaine-Richier (13e)
- Promenade Gibran-Khalil-Gibran (15e)
- Promenade Gilberte-Brossolette (17e)
- Passage du Gué (18e)
- Promenade Gisèle-Halimi (7e)

### H
- Esplanade Habib-Bourguiba (7e)
- Allée Hanna-Kamieniecki (11e)
- Rue Henri-Verneuil (19e)
- Rue de la Huchette (5e)
- Place Hubert-Curien (5e)

### I
- Place Igor-Stravinsky

### J
- Allées Jacques-Brel (19e)
- Allée Jacques-Derrida (6e)
- Place Jacques-Duhamel (5e)
- Promenade Jacques-Hébertot (8e-17e)
- Allée Jacques-Higelin (14e)
- Rue Jacques-Monory (13e)
- Promenade Jane-et-Paulette-Nardal (14e)
- Allée Jean-François-Divry (17e)
- Place Jean-Michel-Basquiat (13e)
- Promenade Jean-Vigo (19e)
- Promenade Jeanne-Moreau (19e)
- Allée Jeanne-Villepreux-Power (12e)
- Allée Jeannine-Worms (8e)
- Esplanade Johnny-Hallyday (12e)
- Promenade Jules-Isaac (13e)
- Place Juliette-Drouet (9e)
- Place Juliette-Gréco (6e)
- Rue Juliette-Récamier (7e)

### K
- Place Keith-Haring (13e)

### L
- Passerelle Léopold-Sédar-Senghor (7e)
- Allée Léon-Bronchart (18e)
- Rue de Lévis (17e)
- Rue des Lombards (1er et 4e)
- Rue de Lutèce (4e)
- Allée Lydia-Becker (18e)

### M
- Passage Madeleine-Pelletier (13e)
- Rue Mado-Maurin (18e)
- Allée Maria-Doriath (11e-20e)
- Promenade Marie-de-Roumanie (7e)
- Promenade Marceline-Loridan-Ivens (6e-7e)
- Passerelle Marcelle-Henry (17e)
- Place Marcelle-Henry (17e)
- Promenade Maurice-Boitel (12e)
- Promenade Maurice-Carême (4e)
- Promenade Marcel-Carné
- Allée Maya-Surduts (11e-20e)
- Allée Michel-Berger (7e)
- Allée Michel-Serrault (19e)
- Allée Mireille-Knoll (11e-20e)
- Placette Montéhus (18e)
- Rue Montorgueil (1er et 2e)
- Rue Mouffetard (5e)

### N
- Allée Neus-Català (11e-20e)
- Allée Nicole Girard-Mangin (11e-20e)

### O
- Rue de l'Olive (18e)
- Allée des Orgues-de-Flandre (19e)

### P
- Allée Pauline-Léon (11e)
- Allée Pierre-Bérégovoy (11e-20e)
- Allée Pierre-Herbart (7e)

### R
- Promenade René-Capitant (5e)
- Promenade Roland-Lesaffre
- Promenade Rosemonde-Pujol (17e)
- Parvis Rosa-Parks (19e)
- Rue des Rosiers (4e)
- Allée Rita-Thalmann (13e)
- Rue Saint-Rustique (18e), première rue officiellement piétonne de Paris en 1973[1].

### S
- Cour Saint-Émilion (12e)
- Rue Saint-Denis (1er et 2e)
- Rue Saint-Séverin (5e)
- Place Sarah-Monod (12e)
- Passage Susan-Sontag (19e)
- Promenade Signoret-Montand (19e)
- Passerelle Simone-de-Beauvoir (12e)
- Allée Sœur-Emmanuelle (6e)
- Allée Sonia-Rykiel (6e)
- Allée Stefa-Skurnik (11e)
- Rue Suzanne-Masson (19e)
- Allée Suzanne-Noël (11e)

### T
- Passage Thomas-Sankara (20e)
- Promenade Thérèse-Pierre (17e)

### V
- Passage Rose-Valland (17e)

### Y
- Allée Yvette-Guilbert (17e)

### Z
- Allée Zabel-Essayan (11e-20e)